# Liga Norte Senior 2016
La Liga Norte 2016 è stata la 5ª edizione del campionato di football americano, organizzato dalla FEFAPA.

## Squadre partecipanti
| Club                  | Città       | Stadio | Sponsor ufficiale | Risultato nella stagione 2015 |
| --------------------- | ----------- | ------ | ----------------- | ----------------------------- |
| ANV Cuervos           | Fuenlabrada |        |                   |                               |
| Cantabria Bisons      | Santander   |        | Uneatlántico      |                               |
| CDE Berserkers        | Piélagos    |        |                   |                               |
| Gijón Royals          | Gijón       |        |                   |                               |
| Oviedo Madbulls       | Oviedo      |        |                   |                               |
| Zaragoza Dark Knights | Saragozza   |        |                   |                               |
| Zaragoza Hornets      | Saragozza   |        |                   |                               |
| Zaragoza Hurricanes   | Saragozza   |        |                   |                               |

## Stagione regolare

### Calendario

#### 1ª giornata
| 19 dicembre 2015, ore 12:00 | Gijón Royals | 0 – 55 referto | Oviedo Madbulls |  |

| Saragozza 19 dicembre 2015, ore 17:00 | Zaragoza Hornets | 0 – 27 referto | Zaragoza Hurricanes |  |

| Torrelavega 20 dicembre 2015, ore 12:00 | CDE Berserkers | 0 – 71 referto | Cantabria Bisons | Sierrallana |

#### 2ª giornata
| 16 gennaio 2016, ore 15:00 | Gijón Royals | 13 – 17 referto | CDE Berserkers |  |

| Saragozza 16 gennaio 2016, ore 17:00 | Zaragoza Hornets | 6 – 7 referto | Cantabria Bisons |  |

#### 3ª giornata
| 23 gennaio 2016, ore 12:00 | Oviedo Madbulls | 0 – 79 referto | Cantabria Bisons |  |

| 24 gennaio 2016, ore 12:30 | Zaragoza Dark Knights | 7 – 37 referto | Zaragoza Hurricanes |  |

#### 4ª giornata
| Saragozza 6 febbraio 2016, ore 18:00 | Zaragoza Hurricanes | 62 – 0 referto | ANV Cuervos |  |

#### 5ª giornata
| Saragozza 14 febbraio 2016, ore 12:00 | Zaragoza Hornets | 28 – 6 referto | Zaragoza Dark Knights |  |

| Santander 15 febbraio 2016, ore 16:00 | Cantabria Bisons | 56 – 6 referto | CDE Berserkers | IMD Ruth Beitia |

#### 6ª giornata
| 20 febbraio 2016, ore 15:00 | Gijón Royals | 0 – 12 referto | ANV Cuervos |  |

| 21 febbraio 2016, ore 12:00 | Oviedo Madbulls | 8 – 16 referto | Zaragoza Hurricanes |  |

#### 7ª giornata
| Saragozza 28 febbraio 2016, ore 11:00 | Zaragoza Dark Knights | 48 – 0 referto | ANV Cuervos |  |

#### 8ª giornata
| Saragozza 5 marzo 2016, ore 18:00 | Zaragoza Hurricanes | 30 – 7 referto | Zaragoza Hornets |  |

#### 9ª giornata
| Santander 13 marzo 2016, ore 12:00 | Cantabria Bisons | 49 – 7 referto | Zaragoza Dark Knights | IMD Ruth Beitia |

| Fuenlabrada 13 marzo 2016, ore 15:00 | ANV Cuervos | 27 – 6 referto | CDE Berserkers | Polideportivo Fermín Cacho |

#### 10ª giornata
| Saragozza 20 marzo 2016, ore 13:00 | Zaragoza Dark Knights | 27 – 28 referto | Oviedo Madbulls |  |

#### 11ª giornata
| Saragozza 2 aprile 2016, ore 18:00 | Zaragoza Hurricanes | 62 – 0 referto | Gijón Royals |  |

| Fuenlabrada 3 aprile 2016, ore 13:00 | ANV Cuervos | 6 – 39 referto | Zaragoza Hornets | Polideportivo Fermín Cacho |

#### 12ª giornata
| Torrelavega 10 aprile 2016, ore 15:30 | CDE Berserkers | 6 – 60 referto | Oviedo Madbulls |  |

#### 13ª giornata
| Santander 16 aprile 2016, ore 11:30 | Cantabria Bisons | 108 – 0 referto | Gijón Royals | IMD Ruth Beitia |

| Reinosa 16 aprile 2016, ore 17:00 | CDE Berserkers | 0 – 2 referto | Zaragoza Hornets |  |

| Fuenlabrada 17 aprile 2016, ore 13:00 | ANV Cuervos | 20 – 28 referto | Zaragoza Dark Knights | Polideportivo Fermín Cacho |

#### 14ª giornata
| Oviedo 1º maggio 2016, ore 16:00 | Oviedo Madbulls | 68 – 0 referto | Gijón Royals | Instalaciones Deportivas San Lazaro |

### Classifica
La classifica della regular season è la seguente:
- PCT = percentuale di vittorie, G = partite giocate, V = partite vinte,  P = partite perse, PF = punti fatti, PS = punti subiti

| Pos. | Squadra               | PCT   | G | V | N | P | PF  | PS  |
| ---- | --------------------- | ----- | - | - | - | - | --- | --- |
| 1    | Cantabria Bisons      | 1.000 | 6 | 6 | 0 | 0 | 370 | 19  |
| 2    | Zaragoza Hurricanes   | 1.000 | 6 | 6 | 0 | 0 | 234 | 22  |
| 3    | Oviedo Madbulls       | .667  | 6 | 4 | 0 | 2 | 219 | 128 |
| 4    | Zaragoza Hornets      | .500  | 6 | 3 | 0 | 3 | 82  | 76  |
| 5    | Zaragoza Dark Knights | .333  | 6 | 2 | 0 | 4 | 123 | 162 |
| 6    | ANV Cuervos           | .333  | 6 | 2 | 0 | 4 | 65  | 183 |
| 7    | CDE Berserkers        | .167  | 6 | 1 | 0 | 5 | 35  | 229 |
| 8    | Gijón Royals          | .000  | 6 | 0 | 0 | 6 | 13  | 322 |

## Verdetti
- Cantabria Bisons Campioni della LNS